# Аріадна (оповідання)
«Аріадна» (рос. Ариадна) — оповідання А. П. Чехова, вперше опубліковане 1895 року.

## Сюжет
Дорогою з Одеси до Севастополя на борту пароплава оповідач зустрічає людину на ім'я Іван Шамохін. Той розповідає оповідачу історію про своє кохання до жінки на ім'я Аріадна Котлович. Спочатку Іван був просто засліплений її красою, вишуканістю, оригінальністю, дотепністю й інтелектом, для нього вона була втіленням досконалості. Поступово він розуміє, що за її блискучою харизмою насправді ховаються марнославство та холод. Аріадна любила зустрічатися з Шамохіним, але тільки тому, що їй приносив задоволення той факт, що привабливий і доброчесний молодий чоловік, очевидно, закоханий у неї. Його намагання втекти від її чарівності були марними: Іван цілковито був під впливом Аріадни. Тим часом сама Аріадна думала про князя Мактуава, «заможного, але зовсім незначного чоловіка», якому вона колись відмовила, і (як згодом виявилось) так і не змогла пробачити собі за це.
Аріадну дратує російська сільська глушина та біднота її жителів. Вона тікає до Європи з Лубковим, одруженим чоловіком. Шамохіна роздирає його безнадійна пристрасть, але все ж він погоджується приєднатися до їхньої пари, яка зупинилася в Апатії. Коли Іван подорожував з Аріадною та Лубковим Південною Європою, його одного разу охопив жах: життя його коханої жінки сповнене брехні, а її єдина мета, — щоб нею захоплювалися. Шокований від усвідомлення того, що жінка, яку він кохає, і чоловік, якого він зневажає, були коханцями протягом усієї їхньої подорожі, Шамохін тікає від них і повертається до батька додому. Після того, як «невірний» Лубков кидає жінку, Шамохіна знову кличе до себе «покинута Аріадна». Вони стають фізично близькі, продовжують подорож і витрачають гроші, які Шамохіну пересилає батько з Росії, закладаючи свій маєток під заставу двічі.
Пізніше оповідач зустрічає пару в Ялті. З'ясовується, що єдиною причиною того, що Аріадна повернулась до Росії, було те, що там перебував князь Мактуав. Шамохін (практично зовсім емоційно виснажений) захоплено каже: «Господи… якщо у неї налагодиться з князем, то це свобода для мене, я зможу поїхати тоді в село, до батька!»

## Історія публікації
Оповідання повинні були опублікувати в журналі «Артист», однак 13 березня 1895 року Лавров написав Чехову, що цей журнал збанкрутував, і попросив дозволу опублікувати розповідь в журналі «Російська думка». Чехов спочатку вагався.
|  | Думаю, що він не годиться для „Російської думки“. Прочитай, будь ласка, і попроси Віктора Олександровича прочитати. Якщо погодитеся зі мною, то поверніть мені розповідь, якщо не погодитеся, то друкуйте її не раніше, як буде надрукована розповідь, яку незабаром я пришлю» («Убивство»). |

Лавров відповів 12 квітня, що оповідання буде надруковано «із задоволенням». Згодом він також згадував, що Чехов, «через суворість до себе», просив не друкувати оповідання: «Ми прочитали його і, звичайно, не погодилися з думкою автора».
Із незначними змінами оповідання було включено до дев'ятого тому зібрання його творів, що опублікував Адольф Маркс у 1899—1901 роках.
За життя Чехова «Аріадна» перекладалась німецькою, сербськохорватською, чеською та шведською мовами.